# سام سایمون
 سام سایمون (انگلیسی: Sam Simon؛ زادهٔ ۶ ژوئن ۱۹۵۵ - درگذشته ۸ مارس ۲۰۱۵) یک تهیه‌کننده، نویسنده، و نیکوکاری اهل ایالات متحده آمریکا بود. وی از سال ۱۹۷۹ میلادی تاکنون مشغول فعالیت بوده‌است.